# Óscar Carrera
Óscar Carrera Amandi (Tuy, 9 de mayo de 1991) es un deportista español que compite en piragüismo en la modalidad de aguas tranquilas. Ganó una medalla de bronce en el Campeonato Europeo de Piragüismo de 2015, en la prueba de K4 1000 m.
Participó en los Juegos Olímpicos de Río de Janeiro 2016, obteniendo el quinto lugar en la prueba de K4 1000 m.

## Palmarés internacional
| Campeonato Europeo | Campeonato Europeo       | Campeonato Europeo | Campeonato Europeo |
| Año                | Lugar                    | Medalla            | Competición        |
| ------------------ | ------------------------ | ------------------ | ------------------ |
| 2015               | Račice (República Checa) | Medalla de bronce  | K4 1000 m          |